# Quatrième livre de madrigaux (Carlo Gesualdo)
Pour les articles homonymes, voir Quatrième livre de madrigaux.
Le quatrième livre de madrigaux (titre original en italien, Madrigali del principe di Venosa, a cinque voci, libro quarto) est un recueil de quinze madrigaux à cinq voix (dont six en deux parties) composés par Carlo Gesualdo en 1596. 
Les madrigaux sont composés sur des textes des poètes Giovanni Battista Guarini et Ridolfo Arlotti, ainsi que des auteurs anonymes. Ce quatrième recueil de madrigaux de Carlo Gesualdo témoigne de la pleine maturité de Gesualdo, du point de vue de l'harmonie et de l'équilibre entre les parties vocales. Une certaine orientation poétique est aussi sensible, vers des sujets plus sombres et tourmentés, traités de manière expressive.
Ce quatrième livre est le plus court publié par le compositeur.

## Effectif vocal
Les madrigaux sont composés pour cinq voix, à savoir le canto qui correspond à la voix supérieure, souvent tenue dans les interprétations modernes par une soprano, la deuxième voix,  l'alto (mezzo-soprano, contralto, ou contre-ténor), ensuite le tenore (ténor), le basso (basse), et le quinto. Cette dernière partie, n'équivaut pas à une tessiture précise, mais pouvait être chantée par une deuxième soprano, alto ou ténor selon les madrigaux, on désignait cette partie dans les traités musicaux du XVIe siècle sous la dénomination de vox vagans, signifiant « voix errante ». 

## Les madrigaux
1. Luci serene e chiare (Arlotti)
2. Tal’hor sano desio
3. Io tacerò, ma nel silenzio moi – 1e partie 
 Invan dunque, o crudel – 2e partie
4. Che fai meco, mio cor misero e solo
5. Questa crudele e pia
6. Or, che in gioia credea viver contento – 1e partie 
 O sempre crudo amore – 2e partie
7. Cor mio, deh, non piangete – 1e partie (Guarini) 
 Dunque non m’offendete – 2e partie (Guarini)
8. Sparge la morte al mio Signor nel viso
9. Moro, e mentre sospiro – 1e partie 
 Quando di lui la sospirata vita – 2e partie
10. Mentre gira costei
11. A voi, mentre il mio core
12. Ecco, morirò dunque – 1e partie 
 Ahi, già mi discoloro – 2e partie
13. Arde il mio cor
14. Se chiudete nel core
15. Il sol, qualor più splende – 1e partie 
 Volgi, mia luce – 2e partie (six voix)

## Éditions
Le quatrième livre de madrigaux connut deux réimpressions, du vivant de son auteur. Comme pour tous les livres de madrigaux de Gesualdo, chacune des cinq voix était publiée séparément, ce qui faisait cinq cahiers par livre de madrigaux. Après la première édition de Ferrare, par Vittorio Baldini en 1596, il est réédité en 1604, 1611, 1613 et 1616.
En 1613, après la mort du compositeur, l'édition de l'imprimeur Giuseppe Pavoni, supervisée par le maître de chapelle Simone Molinaro, a la particularité de réunir les cinq parties vocales dans un seul livre. Cette édition servit de base aux éditions modernes publiée depuis, notamment dans l'ordre des madrigaux. L'édition moderne du quatrième livre fut comprise dans la publication de l'édition intégrale des œuvres de Gesualdo, de Wilhelm Weismann et Glenn Watkins, publiée dans la collection Deutscher Verlag für Musik en 1957-1967.

## Partition
- Madrigali a cinque voci. Libro quarto. Novamente ristampato, Stampa del gardano, Venise 1619, imprimée par Bartholomeo Magni.
- Don Carlo Gesualdo di Venosa, Sämtliche Werke Volume : IV : Madrigale, 4. Buch, édité par Wilhelm Weismann. coll. Deutscher Verlag für Musik, Hambourg,  édition Breitkopf & Haertel, 1957-1967.

## Discographie
- Libro IV de madrigali a cinque voci, Quintetto vocale italiano, direction Angelo Ephrikian (1969, Arcophon ARCO-676 ; rééd. Rivo Alto CRA 89124, 1993)
- Quarto libro di Madrigali a cinque voci 1596, Ensemble Arte-Musica, direction Francesco Cera (1996, Tactus TC560701 ; rééd. Brilliant Classics 93652, 2008)
- Gesualdo da Venosa: Il Quarto libro di madrigali. 1596, La Venexiana (2000, Glossa GCD 920907)
- Don Carlo Gesualdo: Madrigali Libro 4, Kassiopeia Quintet (2009, Globe 5224)